# نبرد اوشیکیباتا
نبرد اوشیکیباتا (به ژاپنی: 折敷畑の戦い, Oshikibata no tatakai) نبردی بود که در دوره سنگوکو در ولایت آکی رخ داد.